# Carl Johan Kinborg
Carl Johan Kinborg, född 3 november 1717 i Vadstena församling, Östergötlands län, död 10 april 1806 i S:t Laurentii församling, Östergötlands län, var borgmästare i Söderköping.

## Biografi
Kinborg föddes 3 november 1717 i Vadstena. Han var son till borgmästaren Johannes Kinberg. Kinborg arbetade som auskultant i Göta hovrätt, tingsnotarie, vice häradshövding. Han blev 1745 rådman i Linköpings stad och 1749 borgmästare i Söderköpings stad (avskedad 1767). Kinborg avled 10 april 1806 i Söderköping.